# André Ferreira
Andre Ferreira Rodrigues (Recife, 10 de dezembro de 1972) é um turismólogo e político brasileiro, filiado ao Partido Liberal (PL). Atualmente, cumpre seu 2° mandato como deputado federal pelo estado de Pernambuco.

## Biografia
André Ferreira é Bacharel em Turismo e Vereador. Iniciou sua carreira política como vereador do Recife, no então PMDB (hoje MDB), tendo sido eleito para três mandatos. Em 2014 se elegeu deputado estadual, ainda pelo PMDB. Exerceu o Cargo de Assistente de Gabinete na Secretaria de Justiça e na Secretaria de Governo durante a administração de Eduardo Campos (PSB) e foi Chefe de Gabinete do Deputado Estadual Manoel Ferreira, seu pai. Também ocupou o cargo de Assessor Especial da Junta Comercial do Estado – JUCEPE. Em 2018, já no PSC, conseguiu uma vaga para deputado federal tendo 175.834 votos. Em 2022 se transferiu para o PL, e se reelegeu, com 273.267 votos (5,48% do total), o mais votado em Pernambuco.